# Stare Niemyje (Mazovie)
Pour les articles homonymes, voir Stare Niemyje.
Stare Niemyje (prononciation : [ˈstarɛ ɲɛˈmɨjɛ]) est un village polonais de la gmina de Szydłowo dans le powiat de Mława de la voïvodie de Mazovie dans le centre-est de la Pologne.
Il se situe à environ 12 kilomètres à l'est de Mława (siège du powiat) et à 107 kilomètres au nord de Varsovie (capitale de la Pologne).
Le village compte approximativement une population de 30 habitants en 2006.

## Histoire
De 1975 à 1998, le village appartenait administrativement à la voïvodie de Ciechanów.